# 스콧 라고
스콧 라고(영어: Scott Lago, 1987년 11월 12일~) 또는 스코티 라고(영어: Scotty Lago)는 미국의 전직 스노보드 선수로 주 종목은 하프파이프이다. 그는 2010년 동계 올림픽에서 남자 하프파이프 동메달을 획득했다.

## 개인사
2016년 7월 라고는 전 미스 뉴햄프셔였던 브리짓 브루넷(영어: Bridget Brunet)과 결혼했다.